# Eustache Restout
Eustache Restout (geboren am 12. November 1655 in Caen; gestorben am 1. November 1743 in der Abtei von Mondaye bei Bayeux) war ein französischer Architekt, Bildhauer, Maler und Geistlicher.

## Leben
Restout war Teil einer Malerdynastie die sein Grußvater Marguerin Restout in Caen begründete. Er war der zweite Sohn von Marc Antione Restout (14. Februar 1616 – 5. April 1684), der eine Ausbildung bei Noel Jouvenet (1650–1698) absolviert und sich später in Rouen niederließ, und dessen Frau Jeanne (geborene Heusté). Er wurde drei Tage nach seiner Geburt in der Pfarrkirche Saint-Jean getauft. Restout hatte neun Geschwister, von denen sich sechs, fünf seiner Brüder und eine Schwester (Pauline-Elise?), der Malerei widmeten. Seine erste Ausbildung erhielt er, ebenso wie seine Geschwister, von seinem Vater. Marc Restout bildete seine Kinder je nach deren Talent in der Malerei, der Bildhauerei oder im Zeichnen von Architekturplänen aus.
Er selbst wurde Mönch des Ordens der Prämonstratenser, wo er 1677 sein Ordensgelübde ablegte. Seine zweijährige Probezeit als Novize verbrachte er in der Abtei von Ardenne. Er fertigte mehrere Plafonds für die Kirche der Abtei an. Im Jahr 1709 wurde er Subprior und 1722 Prior der Abtei. Im Jahr 1681 fertigte er die Pläne für die Errichtung der Benediktinerkirche in Cordillon (Lingèvres). Er vollendete als Nachfolger des Abtes Philippe Lermite, oder Lhermite († 17. Juni 1725) den Ausbau und die Innendekorationen der Kirche der Abtei von Mondaye. Er war auch als Ausbilder für Maler, Bildhauer und Architekten tätig, wie aus seinem Epitaph hervorgeht.

“Pictores, sculptores, architecti ab eo formiati”

„Maler, Bildhauer, Architekten, wurden von ihm geformt“

## Familie
Seine Verwandten waren:
- Jacques Restout (um 1653 – zwischen 1681 und 1702), er war Prior der Abtei von Moncel bei Vitry-le-François an der Marne und betätigte sich als Kunstschriftsteller und in der Malerei.[5]
- Jean Restout der Ältere (getauft am 26. März 1663 – 20/21. Oktober 1702) ⚭ Marie-Madelaine (geborene Jouvenet, 1655 – 28. Oktober 1698), eine Schwester des Malers Jean Jouvenet.[6]
  - eine Tochter wurde Nonne in der Abtei Sainte-Trinité in Caen und war als Malerin und Musikerin aktiv.[7]
  - Jean Restout der Jüngere (26. März 1692 – 1. Januar 1768) war Historien- und  Bildnismaler ⚭ 14. November 1729 mit Marie-Anne (geborene Hallé), eine Tochter des Malers Claude Guy Hallé (1652–1736)[8]
    - Jean Bernard Restout (22. Februar 1732 – 18. Juli 1797), war als Maler und Kupferstecher aktiv
- Pierre Restout (15. November 1666 – ?), Maler
- Charles Restout (1. Januar 1668 – ?) wurde Benediktinermönch in Saint-Danis und schmückte mehrere Kirchen mit Deckenbildern und Altargemälden aus.
- Thomas François Restout (15. März 1671 – 2. Mai 1754) bereiste Holland und Italien. Er arbeitete als Bildnismaler.

## Werke (Auswahl)

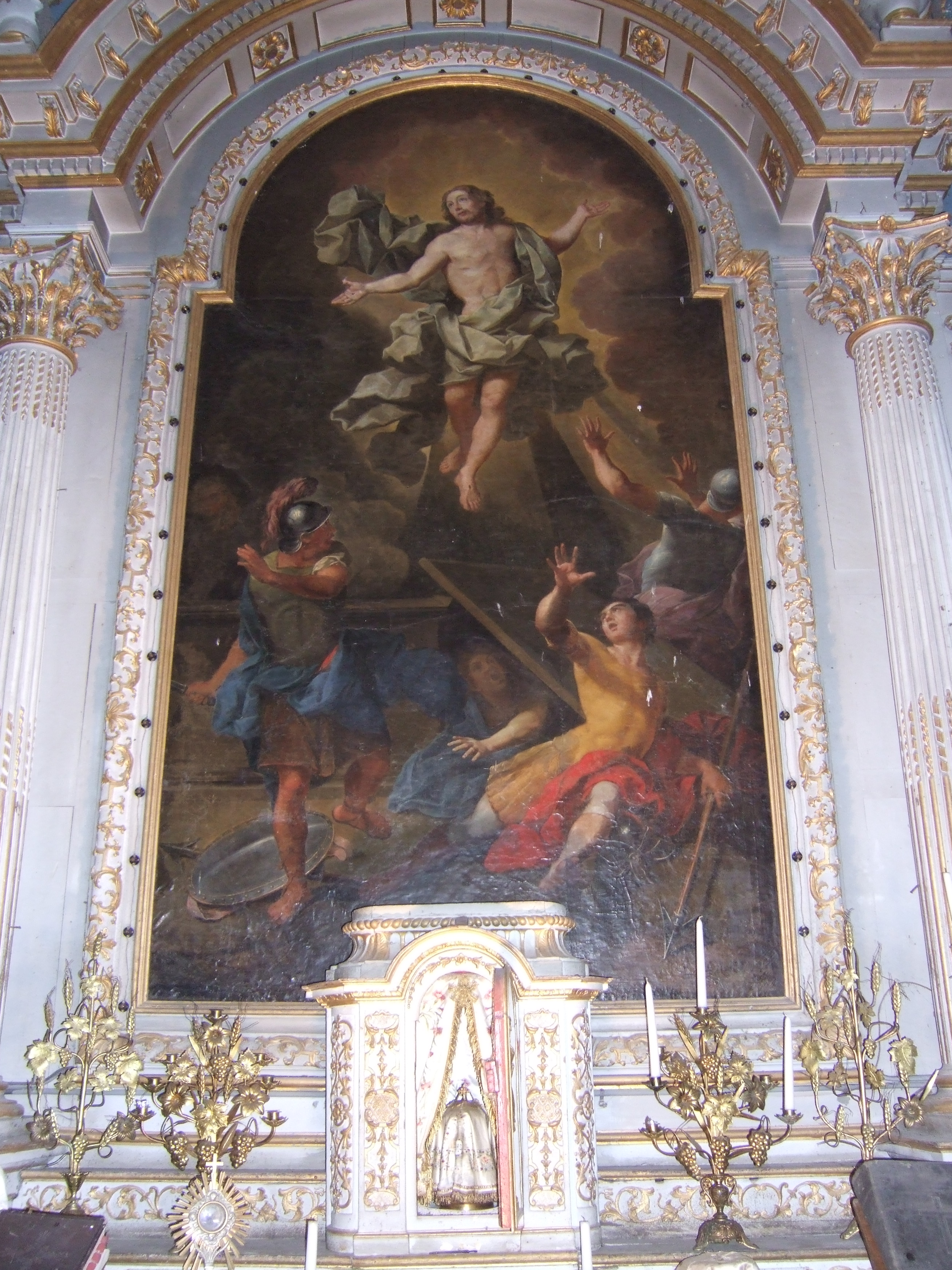
Die Auferstehung

- Anbetung der Könige Kopie nach Jouvenet für den Hauptaltar von Saint Contest

Abtei von Mondaye
- Hochaltar: Grablegung und Messwunder des Heiligen Martin (Rückseite)
- Kuppel über dem Hochaltar: Christus in der Glorie von Engeln umgeben